# Rozum a cit (film)
Rozum a cit (v anglickém originále Sense and Sensibility) je americký dramatický film z roku 1995. Režisérem filmu je Ang Lee. Hlavní role ve filmu ztvárnili James Fleet, Tom Wilkinson, Harriet Walter, Kate Winslet a Emma Thompson.
Film vydělal přes 135 milionů dolarů a získal především pozitivní ohlasy od kritiků. Získal tři ocenění a jedenáct nominací na Filmovou cenu Britské akademie. Získal sedm nominací na cenu Oscara, včetně nominace v kategorii nejlepší film a nejlepší ženský herecký výkon v hlavní roli. Thompson získala Oscara v kategorii nejlepší adaptovaný scénář a stala se tak první ženou, která získala jak ocenění za scénář tak ocenění za herectví.

## Ocenění
- Oscar, Emma Thompson – nejlepší adaptovaný scénář
- Zlatý globus, Emma Thompson – nejlepší scénář
- Zlatý globus – nejlepší film, drama
- BAFTA, Lindsay Doran, Ang Lee – nejlepší film
- BAFTA, Emma Thompson – nejlepší ženský herecký výkon v hlavní roli
- BAFTA, Kate Winslet – nejlepší ženský herecký výkon ve vedlejší roli
- SAG Award, Kate Winslet – nejlepší ženský herecký výkon ve vedlejší roli

Film získal dalších 15 ocenění a byl dále nominován mimo jiné na 6 Oscarů, 4 Zlaté glóby, 8 cen BAFTA a 2 ceny SAG Award.

## Obsazení
| James Fleet     | John Dashwood     |
| Tom Wilkinson   | pan Dashwood      |
| Harriet Walter  | Fanny Dashwood    |
| Kate Winslet    | Marianne Dashwood |
| Emma Thompson   | Elinor Dashwood   |
| Gemma Jones     | paní Dashwood     |
| Hugh Grant      | Edward Ferrars    |
| Emilie Francois | Margaret Dashwood |
| Alan Rickman    | Colonel Brandon   |
| Imelda Staunton | Charlotte Palmer  |
| Hugh Laurie     | pan Palmer        |